# Instituto da Indústria Vegetal
O Instituto de Indústria Vegetal, Vavilov Institute of Plant Industry ou Instituto Russo de Pesquisa da Indústria Vegetal (Em Russo: Всероссийский институт растениеводства им. Н. И. Вавилова), como é oficialmente chamado, é um instituto de pesquisa de genética vegetal, localizado em São Petersburgo, Rússia.

## História
O Instituto da Indústria Vegetal foi fundado em 1921. Nikolai Vavilov foi o chefe deste instituto do ano de 1924 até o ano de 1936, que tinha, e ainda tem, a maior coleção de sementes do mundo. Durante o início de 1930, ele se tornou alvo do debate Lysenkoísta e foi exilado. O banco de sementes do instituto sobreviveu ao cerco de Leningrado, que durou 28 meses, durante a Segunda Guerra Mundial, onde vários botânicos morreram de fome em vez de comer as sementes colhidas.